# Морски транспорт
Морският транспорт е основен вид воден транспорт, на първо място по обем на превозените товари.
Има ниска себестойност при превозите на масови товари на големи разстояния. Това го прави предпочитан за превози на руди, въглища, химикали и други.
Морският транспорт има първостепенно значение за страни като Великобритания, Япония, Гърция, Либерия и др.